# Villaescusa del Butrón
Villaescusa del Butrón es una localidad y una entidad local menor situada en la provincia de Burgos, comunidad autónoma de Castilla y León (España), comarca de Las Merindades, partido judicial de Villarcayo, ayuntamiento de Los Altos.

## Datos generales
En 2024 contaba con 19 habitantes (INE), situado 7 km al sur de la capital del municipio, Dobro, con acceso desde la carretera CL-629 donde a la altura de Pesadas tiene origen la carretera local comunica con Sedano. En el valle formado por el Arroyo Turrionte, afluente del río Ebro a la altura de Pesquera de Ebro, en la Hoya de Huidobro dentro del Espacio Natural de Hoces del Alto Ebro y Rudrón.

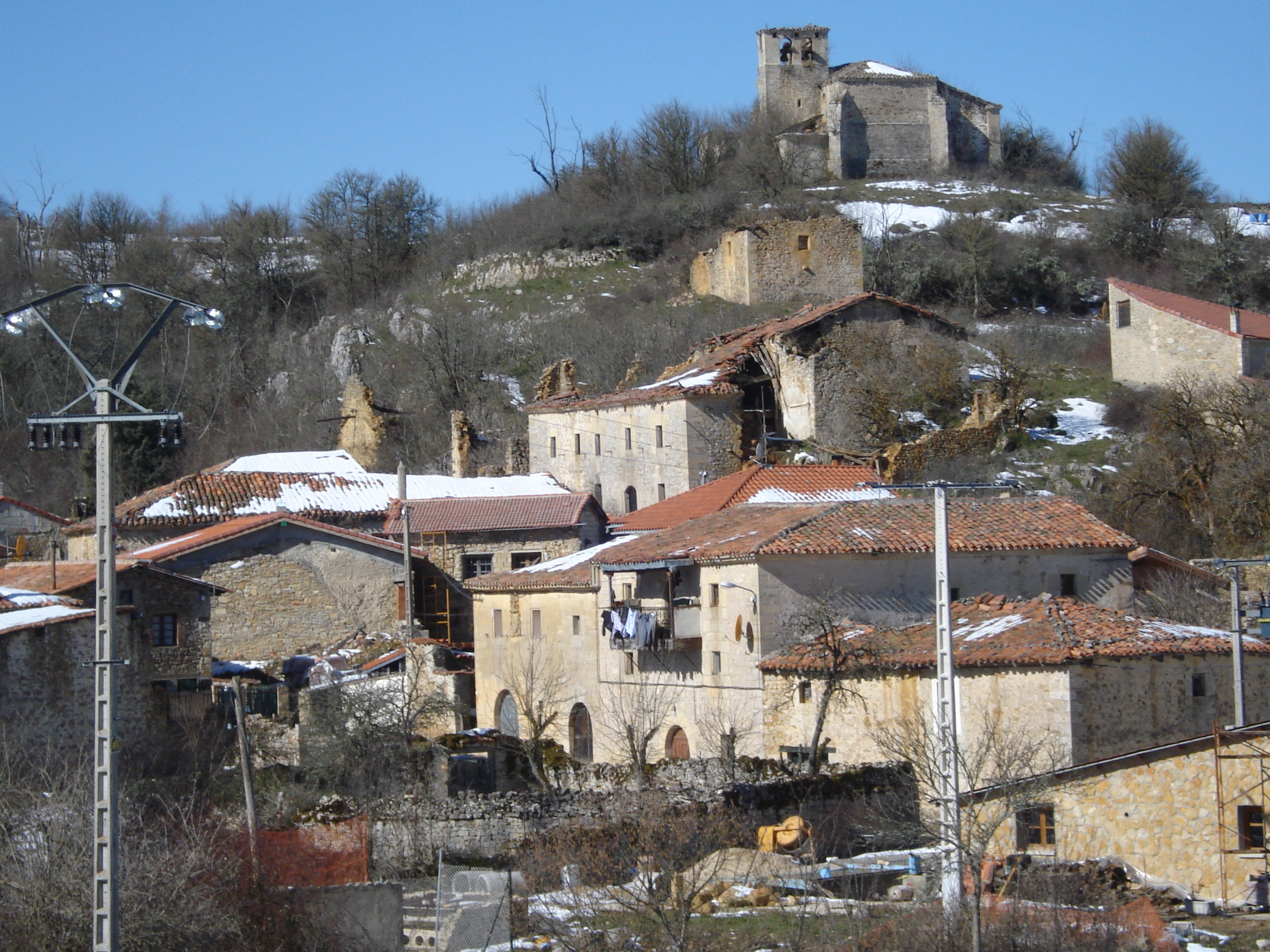
Vista del pueblo (febrero de 2012)

## Situación administrativa
Entidad Local Menor cuyo alcalde pedáneo es Pedro Diez Saiz, del Partido Popular.

## Demografía
| Gráfica de evolución demográfica de Villaescusa del Butrón entre 1857 y 1920 |
| |
| Población de derecho según los censos de población del INE. Población de hecho según los censos de población del INE.Entre el censo de 1857 y el anterior, aparece este municipio porque se segrega del municipio Merindad de Valdivielso. Entre el censo de 1930 y el anterior, este municipio desaparece porque se integra en el municipio Los Altos. |

| 1842 |  | 1857 |  | 1860 |  | 1877 |  | 1887 |  | 1897 |  | 1900 |  | 1910 |  | 1920 |
| ---- |  | ---- |  | ---- |  | ---- |  | ---- |  | ---- |  | ---- |  | ---- |  | ---- |
| 109  |  | 348  |  | 329  |  | 299  |  | 280  |  | 313  |  | 320  |  | 261  |  | 268  |

En el censo de 1950 contaba con 194 habitantes, reducidos a 12 en el padrón municipal de 2009.

## Historia

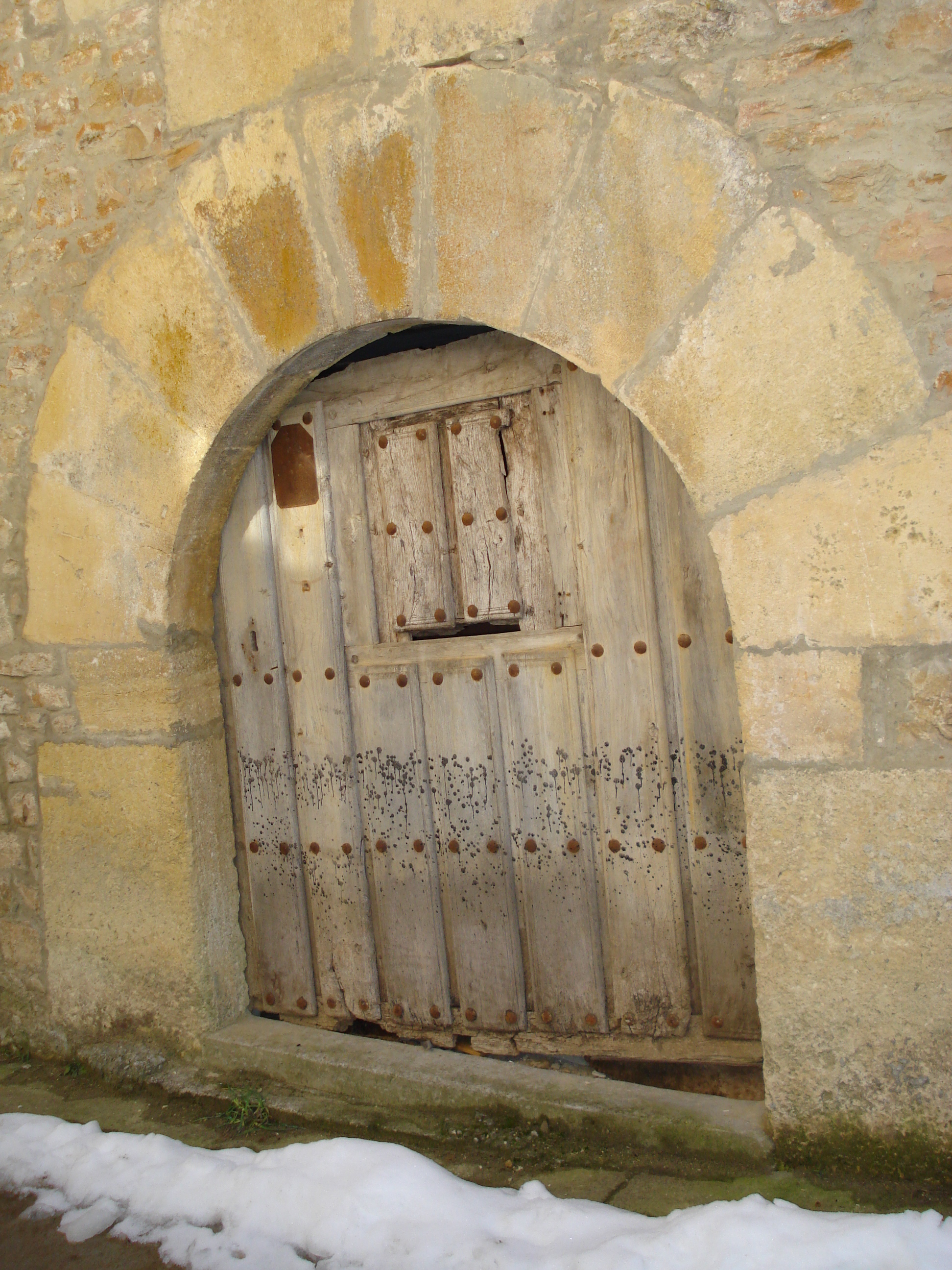
Portada en arco típica. Villaescusa del Butrón es el pueblo que tiene mayor cantidad de casas con arcos en la comarca

Durante los siglos XV al XIX, la población de Villaescusa estuvo compuesta casi exclusivamente de hidalgos, dedicados principalmente a la arriería en el eje comercial Bilbao – Burgos (Camino del Pescado o Calzada del Pescado). El estatus social de sus habitantes se reflejaría en la particular arquitectura de Villaescusa, ya que la práctica totalidad de las casas poseen portadas con arcos de medio punto, rasgo distintivo de la condición noble de sus antiguos moradores. Desafortunadamente, la despoblación sufrida por el pueblo en los años 60 y 70 del siglo XX produjo el abandono, consecuente ruina y desaparición de muchas casas. Villaescusa, que llegó a despoblarse completamente en los años 70, es hoy es un pueblo en franca recuperación, con población estable y centro social abierto todo el año.
Lugar que formaba parte, del Partido de Burgos, uno de los catorce que formaban la Intendencia de Burgos, en su categoría de pueblos solos, durante el periodo comprendido entre 1785 y 1833, en el Censo de Floridablanca de 1787, jurisdicción de señorío con alcalde ordinario.

### Cronología
Alta edad Media:

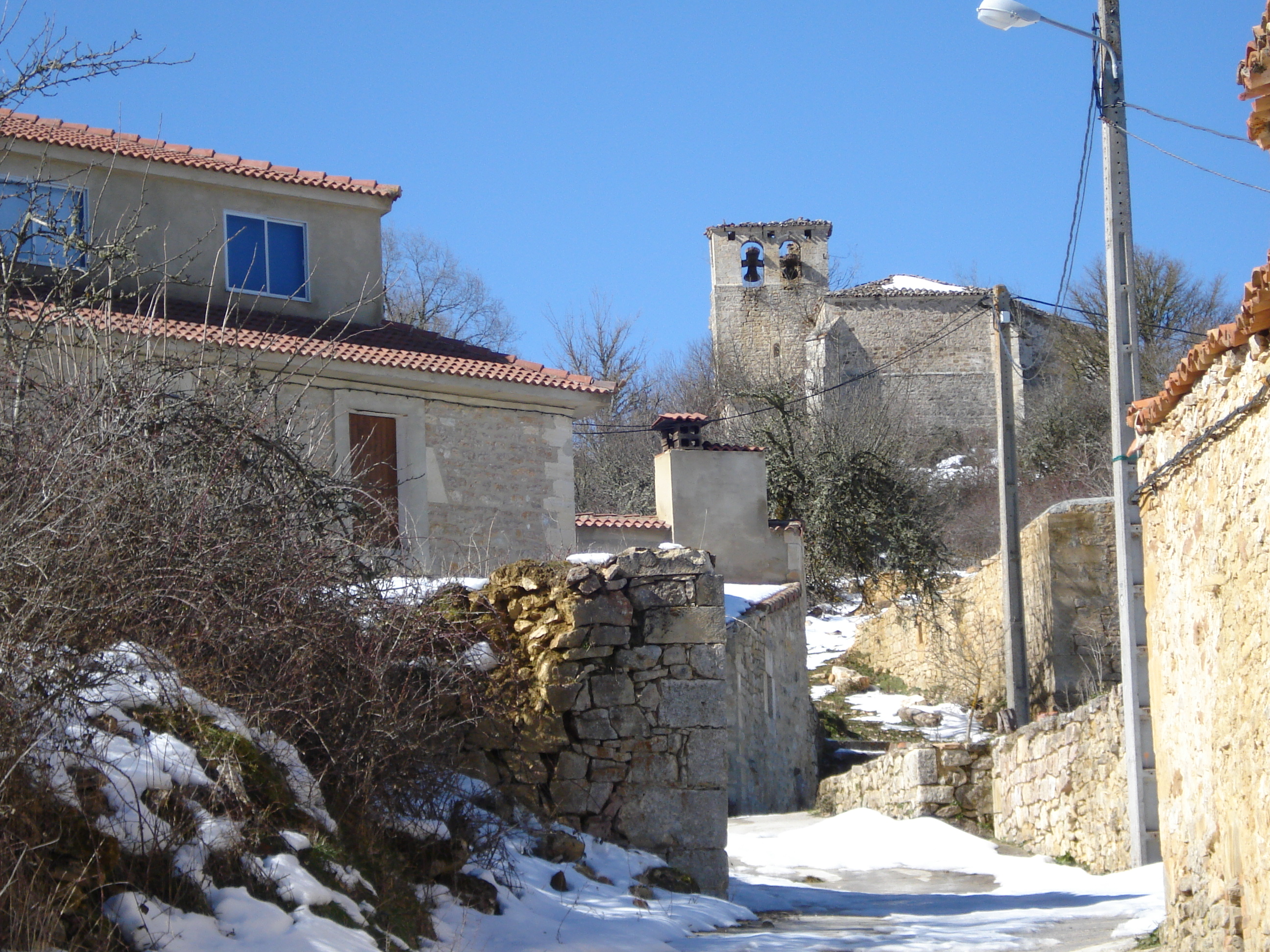
Iglesia de San Torcuato vista desde el pueblo

El castro del Castrillo de Butrón da fe de la ocupación de la zona en la Alta Edad Media. El asentamiento durará hasta el siglo XIII. Los restos del castro son aún visibles.
Siglo XIV
Según el Becerro de Behetrías, Villaescusa era lugar solariego del maestre de Santiago, Alfonso, nieto de Alfonso Ferrandez de Huydobro.
S. XVI:
El escultor Pedro de Colindres comienza el retablo de la iglesia en 1569 pero fallece poco después.
S. XVII - XVIII:
Prácticamente toda la población pertenece al estamento hidalgo. Según el Catastro de Ensenada, en 1752 tenía 33 casas y 38 construcciones diversas (cuadras, tenadas, etc.) así como escuela, panadería, mesón y taberna “...que como llevan se corre a cargo de Jazinto Alonso,(…) y no les consideran utilidad alguna a este Jazinto en el ofizio de tabernero".
S. XIX:
Guerra de la independencia. Mayo de 1813: tropas francesas acampan en Villaescusa y saquean los archivos. El 15 de junio de 1813 las columnas de los Generales Hill y Morillo entran en Villaescusa, los franceses se repliegan hacia el Ebro. A la caída del Antiguo Régimen queda constituido como ayuntamiento constitucional en el partido de Villarcayo perteneciente a la región de Castilla la Vieja. 1826 En el diccionario de Miñano se hace la siguiente descripción:
R. de España, prov. y  arzob. de Burgos, exenta. Reg.P., 56 vec. 230 habit., una parroq., 1 molino de viento; sit. en lo que llaman valles altos, por la mucha elevación en que se hallan. Está la población colocada en la parte E. y S. de un collado ó sierra, teniendo al O. y N. terreno bastante quebrado, y la mayor parte de montes, siendo lo restante del terreno que la circunda tierra llana por espacio de 2 leg. Tiene igualmente al E. un pequeño monte de roble, y un valle que la divide en Pesadas. Conf. por E. con este pueblo y con de Escovados de arriba y Villalta; por N. con Dobro, Ahedo, Porquera y Ceedillo; por O. con Huidobro, Cortiguera, Nocedo y Gredilla, por S. por S. con Quintanaloma y Moradillo; y con el Ebro por N. a 2 leg. y 1 por O. Todos estos pueb. son de iguales o semejantes prod. que esta villa, y se reducen a una regular cosecha de todos granos, varias praderas de excelente yerba, y bastante monte de haya y roble. Indust.; cria de ganado lanar, de pelo y cerda, y trafico de arriería, por lo común para la conducción de pescados frescos. Dista 9 leg. de la cap. Contrib. 1517 rs 23 mrs.
En el censo de la matrícula catastral contaba con 109 habitantes. 1845: En el Diccionario de Madoz se hace la siguiente descripción:
En la falda de un collado, con buena ventilación, y clima frío, pero sano, y se sufren pulmonías y gastritis. Tiene 56 casas; escuela de instrucción primaria, dotada con 800 reales vn.; una iglesia parr. (San Torcuato) servida por un cura párroco; una ermita dedicada á San Roque. El término confina al N. con Porquera y Ahedo del Butrón; al E. con Escobados y Villalta; al S. con Quintanaloma, y al O. con Huidobro, Nocedo y Gredilla. El terreno es quebrado; la parte montuosa está poblada de robles y hayas. Los caminos son locales. PRODUCCIÓN: cereales, legumbres y frutas; cría ganado lanar, cabrío y de cerda; caza de liebres y perdices, INDUSTRIAS: Arriería y un molino harinero. POBLACIÓN: 29 vecindad, 109 almas CAP. PROD. 315,500 reales IMP. 29,769. CONTR. 2,503 reales 27 m reales
S. XX:
Años 20: Empresas británicas realizan sondeos petrolíferos en el término municipal de Villaescusa.
1930:
Entre el censo de 1930 y el anterior, este municipio desaparece porque se integra en el municipio 09014 Los Altos, contaba entonces con 62 hogares y 287 vecinos.
Guerra Civil 1936-39:
Villaescusa queda en la zona nacional. Un joven natural del pueblo, Emilio Huidobro Corrales, músico, de 19 años es asesinado por milicianos republicanos en Cantabria al descubrirse que colaboró en la celebración de una misa.
1966:
Descubrimiento de petróleo. Comienzan sondeos exploratorios las empresas Campsa, Calspain y Tecspain y como operadora la empresa Smospain. El 6 de septiembre de 1966 el ministro de Hacienda Juan José Espinosa visita el pozo Huidrobro I. Los dos pozos sondeados se revelarán productivos pero no rentables.
1968
Cierre de la escuela. Abandono masivo del pueblo y despoblación, siendo el flujo en su mayor parte hacia las zonas industriales del País Vasco.
2006:
Se crea el parque natural de las Hoces del Rudrón y Cañones del Ebro. El término municipal de Villaescusa del Butrón y su extenso hayedo pasan a formar parte del parque.

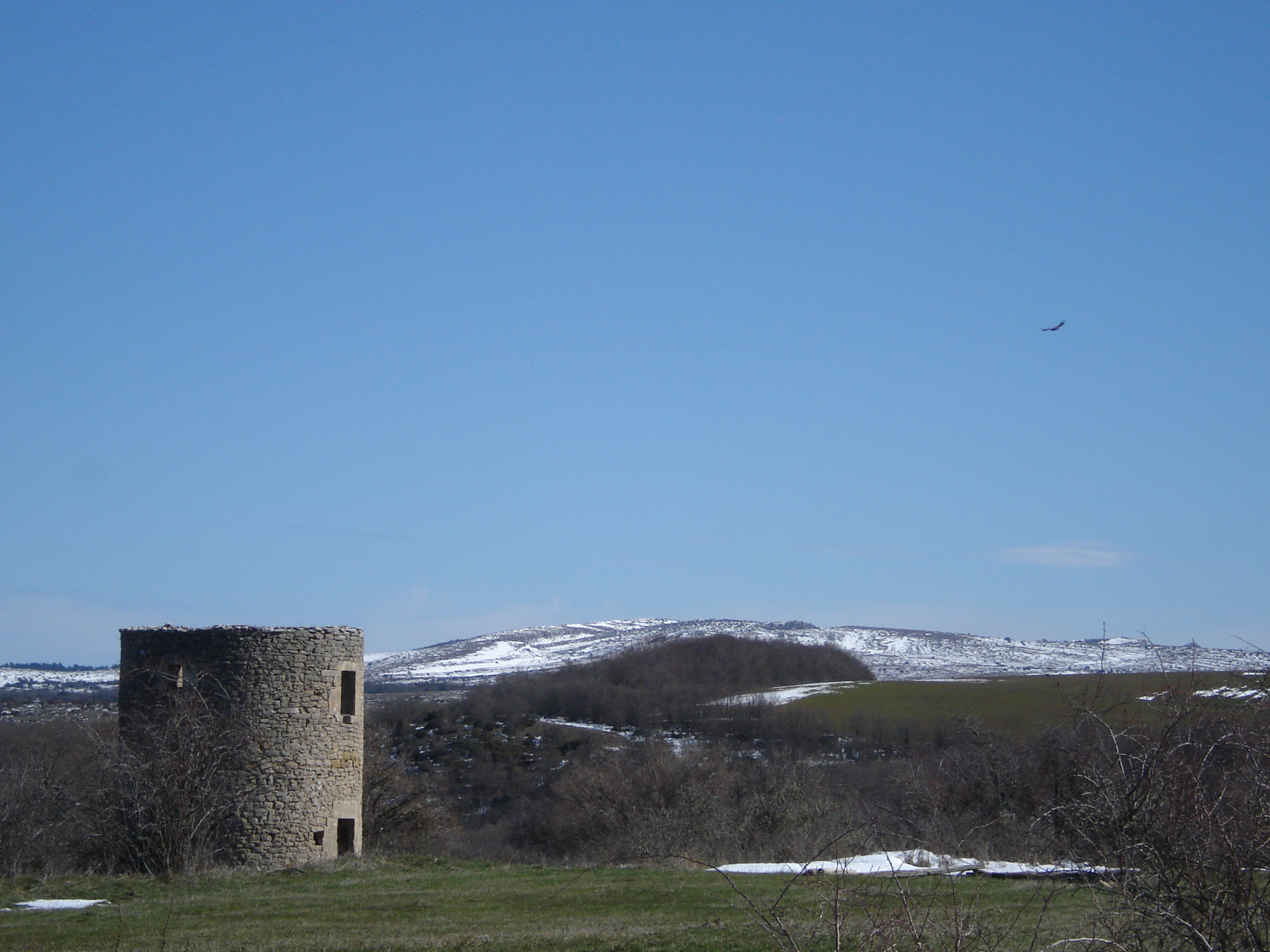
Buitre sobrevolando las ruinas del antiguo molino de viento

## Naturaleza y bosques

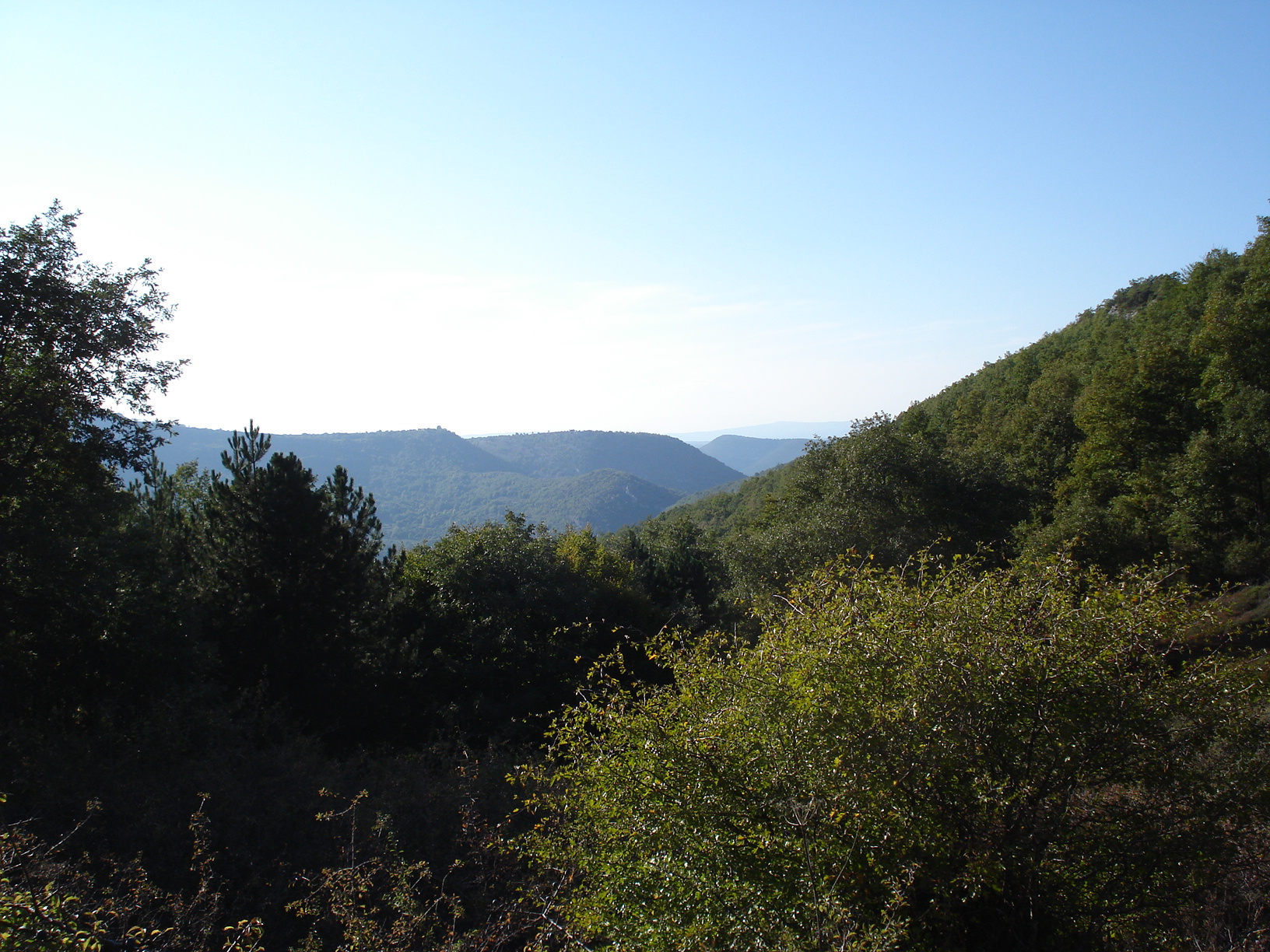
Bosque de Villaescusa (hayas y robles), dentro del parque natural de Hoces del Alto Ebro y Rudrón.

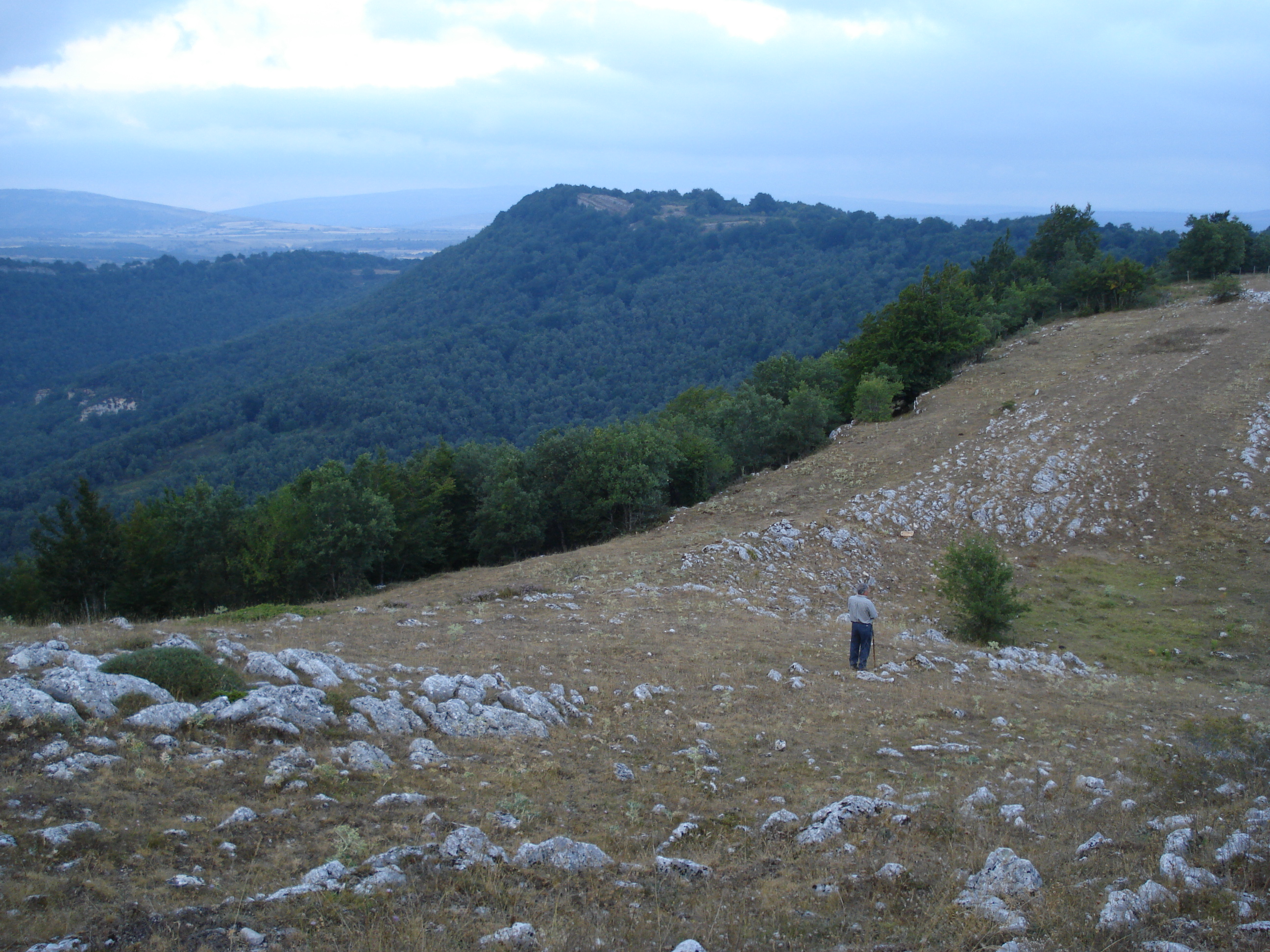
El collado de la lobera. Al fondo, los bosques de Villaescusa en la Hoya de Huidobro. Se aprecia perfectamente la radical diferencia, sin transición ninguna, entre los páramos desolados y los exuberantes valles.

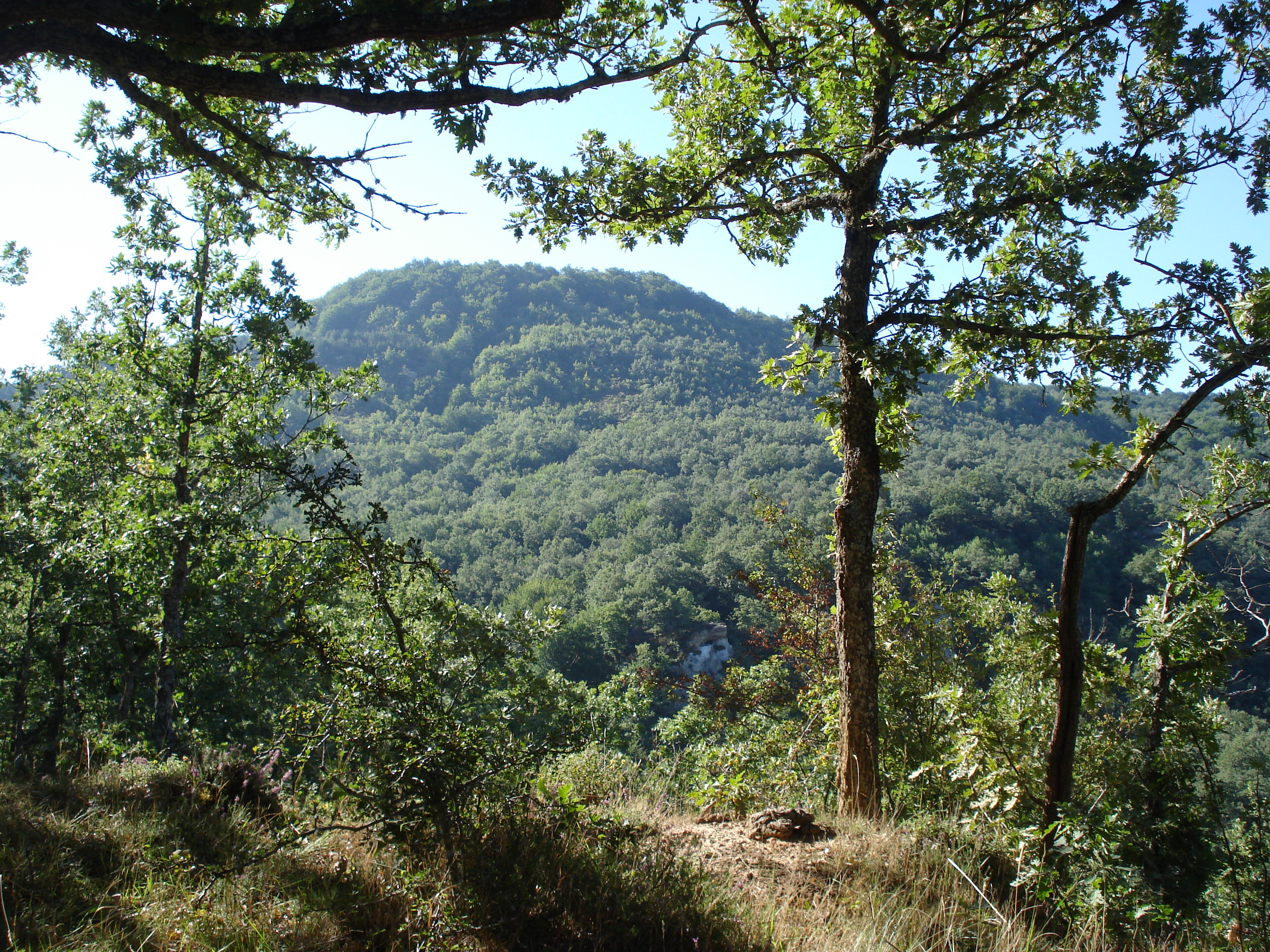
Bajada a la Hoya de Huidobro desde Villaescusa del Butrón

Villaescusa es una de las puertas de entrada del Parque natural de Hoces del Rudrón y Ebro ya que se sitúa en su extremo Este y es un lugar idóneo para explorar a pie los bosques circundantes y la Hoya de Huidobro. En la zona se puede admirar también parte del conjunto dolménico que preside la zona alta de la comarca de Sedano y la Lora, donde se localiza uno de los mayores conjuntos de Europa.
La Hoya de Huidobro –que aunque así se denomine, comparte territorio y una buena parte de la masa arbórea con Villaescusa- posee un conjunto forestal de hoja caduca de gran interés. La Hoya es en realidad un relieve geomorfológico cuya peculiar configuración le da un aspecto circular totalmente aislado del exterior por relieves verticales de gran magnitud. La bajada a la Hoya desde Villaescusa se hace por una senda que atraviesa los magníficos hayedos del lugar, hayedos que al principio se encuentran mezclados con robles y de algunos ejemplares de arce y acebo.
La fauna es importante en estos bosques, se puede citar el zorro, tejón, jabalí y ocasionalmente el lobo. También abunda el corzo y diferentes tipos de reptiles y lagartos. Entre las aves: el azor, gavilán, milano, águila ratonera, águila calzada, búho chico, búho real, pito negro y pito menor.
El lobo fue un animal muy abundante en otras épocas y era capturado por los lugareños en butrones, tipo de caza que muy probablemente ha dado nombre a la zona. En la zona alta del páramo, bordeando la Hoya, se pueden ver todavía los restos de la Lobera de Villaescusa.
Una vez en Huidobro, siguiendo el Arroyo Turriente se puede seguir la pista hasta Cortiguera, Pesquera de Ebro y los Cañones del Ebro a través del barranco de la Tejera (dificultad baja), o bien se puede regresar a Villaescusa tras dejar el camino después del barranco y tomar a la derecha al llegar a una especie de muralla rocosa, y ascender la senda por el barranco hasta la cima donde se sitúa el pueblo (dificultad media/alta).

## Parroquia
Iglesia católica de San Torcuato, románica, del siglo XII, la cabecera fue reformada en el siglo XVI y otros anexos (hoy arruinados) datan del siglo XVIII. El retablo mayor está atribuido al escultor montañés Pedro de Colindres, que no pudo finalizarlo a causa de su fallecimiento a principios de 1569. Dependiente de la parroquia de Sedano en el Arcipestrazgo de Ubierna-Úrbel, diócesis de Burgos, la iglesia está actualmente en restauración. Párroco: D. Carlos Saldaña Fontaneda.

## Patrimonio
Dolmen de Cista Nava Alta, a mitad de camino hacia la ubicación del Dolmen del Moreco, en la carretera local  BU-V-5032  que nos lleva a Sedano.